# التینتاش، سلیخان
التینتاش، سلیخان (به لاتین: Altıntaş, Çelikhan) یک منطقهٔ مسکونی در ترکیه است که در استان آدیامان واقع شده‌است.